# Taça Ribeiro dos Reis 1969-1970
La Taça Ribeiro dos Reis 1969-1970 fu la 9ª edizione dell'omonima competizione creata in onore del giornalista sportivo António Ribeiro dos Reis. La squadra vincitrice fu il Vitória Setúbal.

## Squadre partecipanti e formula
In questa edizione erano presenti 11 squadre di Primera Divisão, 27 squadre di Segunda Divisão e una rappresentativa coloniale. Le 39 squadre si sfidarono in sette gironi (partite di andata e ritorno) in cui le prime avanzarono ai quarti di finale.

### Primeira Divisão

#### 11 squadre
| - Académica - Barreirense - Belenenses - Benfica - Boavista - Braga | - CUF Barreiro - Leixões - Porto - Vitória Guimarães - Vitória Setúbal |

### Segunda Divisão

#### 27 squadre
| - Académico de Viseu - Atlético CP - Beira-Mar - Espinho - Famalicão - Farense - Gouveia | - Leça - Lusitano - Luso - Marinhense - Montijo - Oriental Lisbona - Penafiel | - Peniche - Portimonense - Salgueiros - Sanjoanense - Seixal - Sesimbra - Sintrense | - Torreense - Torres Novas - Tramagal - União de Lamas - União Santarém - Vizela |

### Rappresentativa coloniale
- Nacional

## Gruppi

### I Gruppo
| Squadra           | P.ti | G | V | N | P | GF | GS | DR  |
| ----------------- | ---- | - | - | - | - | -- | -- | --- |
| Famalicão         | 9    | 6 | 4 | 1 | 1 | 20 | 11 | +9  |
| Vitória Guimarães | 7    | 6 | 3 | 1 | 2 | 13 | 7  | +6  |
| Vizela            | 4    | 6 | 1 | 2 | 3 | 9  | 19 | -10 |
| Braga             | 4    | 6 | 1 | 2 | 3 | 7  | 12 | -5  |

### II Gruppo
| Squadra    | P.ti | G  | V | N | P | GF | GS | DR  |
| ---------- | ---- | -- | - | - | - | -- | -- | --- |
| Salgueiros | 16   | 10 | 7 | 2 | 1 | 22 | 6  | +16 |
| Penafiel   | 15   | 10 | 7 | 1 | 2 | 20 | 14 | +6  |
| Leixões    | 9    | 10 | 4 | 1 | 5 | 18 | 21 | -3  |
| Leça       | 8    | 10 | 4 | 0 | 6 | 13 | 17 | -4  |
| Porto      | 6    | 10 | 2 | 2 | 6 | 13 | 18 | -5  |
| Boavista   | 6    | 10 | 2 | 2 | 6 | 9  | 19 | -10 |

### III Gruppo
| Squadra        | P.ti | G  | V | N | P | GF | GS | DR  |
| -------------- | ---- | -- | - | - | - | -- | -- | --- |
| Beira-Mar      | 16   | 10 | 8 | 0 | 2 | 21 | 9  | +12 |
| União de Lamas | 12   | 10 | 5 | 2 | 3 | 15 | 16 | -1  |
| Gouveia        | 11   | 10 | 5 | 1 | 4 | 19 | 13 | +6  |
| Sanjoanense    | 11   | 10 | 5 | 1 | 4 | 19 | 13 | +6  |
| Espinho        | 5    | 10 | 2 | 1 | 7 | 16 | 21 | -5  |
| Boavista       | 5    | 10 | 2 | 1 | 7 | 8  | 26 | -18 |

### IV Gruppo
| Squadra        | P.ti | G  | V | N | P | GF | GS | DR  |
| -------------- | ---- | -- | - | - | - | -- | -- | --- |
| Académica      | 16   | 10 | 7 | 2 | 1 | 41 | 11 | +30 |
| Peniche        | 13   | 10 | 5 | 3 | 2 | 19 | 19 | 0   |
| Marinhense     | 12   | 10 | 4 | 4 | 2 | 18 | 14 | +4  |
| Tramagal       | 9    | 10 | 3 | 3 | 4 | 14 | 17 | -3  |
| União Santarém | 5    | 10 | 2 | 1 | 7 | 12 | 26 | -14 |
| Torres Novas   | 5    | 10 | 2 | 1 | 7 | 10 | 27 | -17 |

### V Gruppo
| Squadra     | P.ti | G | V | N | P | GF | GS | DR  |
| ----------- | ---- | - | - | - | - | -- | -- | --- |
| Belenenses  | 13   | 8 | 6 | 1 | 1 | 16 | 9  | +7  |
| Atlético CP | 11   | 8 | 5 | 1 | 2 | 21 | 7  | +14 |
| Nacional    | 6    | 8 | 2 | 2 | 4 | 12 | 15 | -3  |
| Sintrense   | 5    | 8 | 2 | 1 | 5 | 5  | 13 | -8  |
| Torreense   | 5    | 8 | 2 | 1 | 5 | 12 | 22 | -10 |

### VI Gruppo
| Squadra          | P.ti | G  | V  | N | P | GF | GS | DR  |
| ---------------- | ---- | -- | -- | - | - | -- | -- | --- |
| Benfica          | 20   | 10 | 10 | 0 | 0 | 30 | 8  | +22 |
| CUF Barreiro     | 16   | 10 | 8  | 0 | 2 | 18 | 9  | +9  |
| Barreirense      | 7    | 10 | 3  | 1 | 6 | 9  | 16 | -7  |
| Luso             | 7    | 10 | 3  | 1 | 6 | 7  | 8  | -1  |
| Montijo          | 5    | 10 | 2  | 1 | 7 | 8  | 21 | -13 |
| Oriental Lisbona | 5    | 10 | 2  | 1 | 7 | 11 | 21 | -10 |

### VII Gruppo
| Squadra         | P.ti | G  | V | N | P | GF | GS | DR  |
| --------------- | ---- | -- | - | - | - | -- | -- | --- |
| Vitória Setúbal | 16   | 10 | 7 | 2 | 1 | 31 | 7  | +24 |
| Sesimbra        | 13   | 10 | 5 | 3 | 2 | 17 | 6  | +11 |
| Farense         | 11   | 10 | 5 | 1 | 4 | 18 | 17 | +1  |
| Portimonense    | 9    | 10 | 3 | 3 | 4 | 14 | 20 | -6  |
| Seixal          | 9    | 10 | 4 | 1 | 5 | 13 | 16 | -3  |
| Lusitano        | 2    | 10 | 1 | 0 | 9 | 8  | 35 | -27 |

## Quarti di finale
- Famalicão

|            | Risultato |                 |
| ---------- | --------- | --------------- |
| Salgueiros | 3 - 1     | Beira-Mar       |
| Académica  | 1 - 0     | Belenenses      |
| Benfica    | 0 - 3     | Vitória Setúbal |

## Semifinali
|            | Risultato |                 |
| ---------- | --------- | --------------- |
| Salgueiros | 1 - 2     | Académica       |
| Famalicão  | 1 - 3     | Vitória Setúbal |

## Finale 3º/4º posto
| 1970 | Salgueiros | 2 – 1 | Famalicão |  |

## Finale
| 1970 | Académica | 1 – 2 | Vitória Setúbal |  |